# Maghalie Rochette
Pour les articles homonymes, voir Rochette.
Maghalie Rochette, née le 20 avril 1993 à Sainte-Adèle, est une coureuse cycliste canadienne spécialiste de cyclo-cross.

## Palmarès en cyclo-cross
- 2014-2015
  -  Médaillée d'or au championnat panaméricain de cyclo-cross espoirs
  -  Championne du Canada de cyclo-cross espoirs
  - 2e du championnat du Canada de cyclo-cross
- 2015-2016
  - Manitoba Grand Prix
- 2016-2017
  -  Championne du Canada de cyclo-cross
  - Cycle-Smart International
  - Super Cross Cup
  -  Médaillée de bronze au championnat panaméricain de cyclo-cross
  - 5e du championnat du monde de cyclo-cross
- 2018-2019
  -  Championne panaméricaine de cyclo-cross
  -  Championne du Canada de cyclo-cross
  - Rochester Cyclocross #1, Rochester
  - Rochester Cyclocross #2, Rochester
  - RenoCross, Reno
- 2019-2020
  -  Championne panaméricaine de cyclo-cross
  -  Championne du Canada de cyclo-cross
  - Coupe du monde de cyclo-cross #1, Iowa City
  - Rochester Cyclocross #1, Rochester
  - Rochester Cyclocross #2, Rochester
  - Jingle Cross #2, Iowa City
  - FayetteCross #1, Fayetteville
  - Cincinnati Cyclocross - Kingswood Park #1, Mason
  - Cincinnati Cyclocross - Kingswood Park #2, Mason
  - Silver Goose Cyclocross Festival, Midland
  - Resolution 'Cross Cup #1, Garland
  - Resolution 'Cross Cup #2, Garland
- 2020-2021
  - Internationales Radquer Steinmaur, Steinmaur
- 2021-2022
  - USCX Cyclocross Series #1 Rochester Cyclocross Day 1, Rochester
  - USCX Cyclocross Series #2 Rochester Cyclocross Day 2, Rochester
  - USCX Cyclocross Series #4 Charm City Cross Day 2, Baltimore
  - USCX Cyclocross Series #7 Kings CX Day 1, Mason
  - USCX Cyclocross Series #8 Kings CX Day 2, Mason
  - 7e du championnat du monde de cyclo-cross
- 2022-2023
  - Cyclo-cross de La Grandville, La Grandville
  -  Médaillée de bronze au championnat panaméricain de cyclo-cross
  - 9e du championnat du monde de cyclo-cross
- 2023-2024
  - Classement général de l'USCX Series
    - USCX Series #1 - Virginia's Blue Ridge Go Cross Day 1, Roanoke
    - USCX Series #2 - Virginia's Blue Ridge Go Cross Day 2, Roanoke
    - USCX Series #3 - Rochester Cyclocross Day 1, Rochester
    - USCX Series #4 - Rochester Cyclocross Day 2, Rochester
    - USCX Series #5 - Charm City Cross Day 1, Baltimore
    - USCX Series #6 - Charm City Cross Day 2, Baltimore
    - USCX Series #7 - Really Rad Festival Day 1, Falmouth
    - USCX Series #8 - Really Rad Festival Day 2, Falmouth

  - 10e du championnat du monde de cyclo-cross
- 2024-2025
  - Kings CX Day 1, Mason
  - Kings CX Day 2, Mason
  - Really Rad Festival Day 1, Falmouth
  - Really Rad Festival Day 2, Falmouth
  - Cyclocross de Lévis, Lévis
  - 2e du championnat du Canada de cyclo-cross

## Palmarès en VTT

### Championnats du monde
- Mont Saint-Anne 2019
  -  Médaillée d'argent du cross-country à assistance électrique

### Championnats du Canada
- 2013
  - 3e du championnat du Canada de cross-country espoirs
- 2016
  - 2e du championnat du Canada du marathon